# Cañete (Cuenca)
Cañete é um município da Espanha na província de Cuenca, comunidade autónoma de Castela-Mancha, de área 86,96 km² com população de 831 habitantes (2013) e densidade populacional de 9,56 hab/km².